# Trollryggen
Trollryggen és un pic situat a la zona més elevada de la vall de Romsdal, als Alps de Romsdal. Es troba al municipi de Rauma, al comtat de Møre og Romsdal, Noruega. El riu Rauma i la ruta europea E136 es troben just a l'est de la serralada al fons de la vall.
La cara nord del pic és la famosa paret de Trollveggen (la paret del Troll: és el penya-segat vertical més alt d'Europa). El pic més alt d'aquest turó és Store Trolltind, a uns 700 metres al nord. També és part del Parc Nacional de Reinheimen.